# Olena Pčilka
Olena Pčilka (ukr. Олена Пчілка); (Ukrajina, Gadjač, 29. lipanj 1849. – Ukrajina, Kijev, 4. listopad 1930.); je književni pseudonim za poznatu ukrajinsku spisateljicu, kulturnu aktivistkinju i etnografikinju Olhu Petrivnu-Kosač (ukr. Ольга Петрівна-Косач). Olena je bila sestra poznatog ukrajinskog intelektualca Mihajla Petroviča Dragomanova i majka također poznate ukrajinske spisateljice Lesje Ukrajinke. Olena je u otežanim uvjetima za ukrajinsku kulturu dala izniman doprinos bilježeći i sakupljajući razne materijale iz ukrajinske folklorne umjetnosti, posebno na prostoru Volinjske oblasti i istoimene regije. Objavila je niz književnih djela i drugih istraživačkih radova te je bila jedna od prvih osoba koje su aktivirale feministički pokret u Ruskom carstvu. 
Olena je završila studij u Kijevu i osim što je sama pisala djela na ukrajinskom jeziku, ujedno je prevodila i druge poznate pisce koji su pisali na učestalom ruskom ili poljskom jeziku poput Mikole Gogolja, Adama Mickiewicza, Aleksandra Puškina i drugih. Prvi puta se proslavila svojim djelom «Ukrajinski narodni ornament» napisanim 1876. godine, u kojem je prikazala segment iz bogate ukrajinske kulture. Olena je kao i njezin brat Mihajlo bila svjesna važnosti ukrajinskog narodnog preporoda koji je trebao osloboditi i očuvati bogatu, ali vidno prigušenu ukrajinsku kulturnu tradiciju. Napisala je niz književnih kritičkih članaka i memoara, a 1920. godine je prvi puta uhićena u svome rodnom gradu Gadjaču radi antiboljševističkih izjava. Zbog istih razloga je drugi puta uhićena u gradu Mogiliv-Podiljskom gdje je odslužila zatvorsku kaznu sve do 1924. godine, nakon čega je živjela u Kijevu, gdje je i umrla. 

## Dio autorskih djela
- «Товаришки» (Drugovi, 1887.),
- «Світло добра і любови» (Svjetlo dobra i ljubavi, 1888.),
- «За правдою» (Za istinu, 1889.),
- «Артишоки» (Artičoke, 1907.),
- «Весняний ранок Тарасовий» (Proljetno jutro Tarasovo, 1914.),
- «Щасливий день Тарасика Кравченка» (Blagoslovljeni dan Tarasika Kravčenka, 1920.),

## Vanjske poveznice
- Biografija Olene Pčilke (ukr.)  Arhivirana inačica izvorne stranice od 22. ožujka 2011. (Wayback Machine)
- Olena Pčilka - najljepše o djeci (rus.)  Arhivirana inačica izvorne stranice od 22. prosinca 2009. (Wayback Machine)
- Protest majke Lesje Ukrajinke, kratka proza (ukr.)  Arhivirana inačica izvorne stranice od 22. veljače 2009. (Wayback Machine)
- Životno djelo Olene Pčilke (ukr.)  Arhivirana inačica izvorne stranice od 10. lipnja 2010. (Wayback Machine)